# Питтерман, Бруно
Бруно Питтерман (нем. Bruno Pittermann; 3 сентября 1905, Вена — 19 сентября 1983, там же) — австрийский политический и государственный деятель, один из лидеров Социал-демократической партии Австрии и Социалистического интернационала, юрист, педагог. Почётный гражданин Вены (1981).

## Биография
Питтерман получил образование в области географии, истории и педагогики. В юности был политически активен среди социал-демократов с 18 лет и устроился на работу экспертом по образованию в Палату труда в Клагенфурте. В 1930 году женился на Марии Амстер, дочери адвоката-еврея из Львова. После гражданской войны 1934 года его уволили с работы за членство в Социал-демократической партии Австрии; он присоединился к нелегальным  «Революционным социалистам Австрии». Он работал педагогом, одновременно обучаясь на докторскую степень по праву. После аннексии Австрии нацистской Германией в 1938 году Питтерман был уволен с должности преподавателя.  
Длительное время занимался преподавательской деятельностью и юридической практикой. 
С 1945 года — член парламента. В 1957‒1966 годах — вице-канцлер Австрии, в 1957‒1967 годах — председатель СДПА. Питтерманн отвечал за национализированную промышленность в федеральном правительстве. С 1964 по 1976 год был председателем Социалистического интернационала. Как и в Совете Европы, там он проводил кампании за права человека и интересы третьего мира, яростно осуждал диктатуру чёрных полковников в Греции и режим Франко в Испании как пятно на демократической Европе. Он также был одним из инициаторов создания Австрийского института китайских исследований и стремился к установлению дипломатических отношений между Австрией и Китайской Народной Республикой. В 1974 году он был принят Дэн Сяопином в Пекине.
Похоронен на Центральном кладбище Вены.